# Toshihiko Uchiyama
Toshihiko Uchiyama (内山 俊彦 Uchiyama Toshihiko?, nacido el 21 de octubre de 1978 en Kagoshima) es un exfutbolista japonés. Jugaba de defensa y su último club fue el Vegalta Sendai de Japón.

## Trayectoria

### Clubes
| Club              | País  | Año         |
| ----------------- | ----- | ----------- |
| Montedio Yamagata | Japón | 1998 - 2006 |
| Vissel Kobe       | Japón | 2007 - 2009 |
| Ventforet Kofu    | Japón | 2010 - 2011 |
| Vegalta Sendai    | Japón | 2012        |

## Estadística de carrera

### J. League
| Club              | Año   | J. League | J. League | Copa J. League | Copa J. League | Total | Total |
| Club              | Año   | Part.     | Goles     | Part.          | Goles          | Part. | Goles |
| ----------------- | ----- | --------- | --------- | -------------- | -------------- | ----- | ----- |
| Montedio Yamagata | 1999  | 15        | 0         | 1              | 0              | 16    | 0     |
| Montedio Yamagata | 2000  | 23        | 0         | 2              | 0              | 25    | 0     |
| Montedio Yamagata | 2001  | 14        | 0         | 0              | 0              | 14    | 0     |
| Montedio Yamagata | 2002  | 13        | 0         | -              | -              | 13    | 0     |
| Montedio Yamagata | 2003  | 33        | 0         | -              | -              | 33    | 0     |
| Montedio Yamagata | 2004  | 28        | 1         | -              | -              | 28    | 1     |
| Montedio Yamagata | 2005  | 41        | 2         | -              | -              | 41    | 2     |
| Montedio Yamagata | 2006  | 34        | 3         | -              | -              | 34    | 3     |
| Vissel Kobe       | 2007  | 19        | 0         | 4              | 0              | 23    | 0     |
| Vissel Kobe       | 2008  | 27        | 1         | 6              | 0              | 33    | 1     |
| Vissel Kobe       | 2009  | 12        | 0         | 4              | 0              | 16    | 0     |
| Ventforet Kofu    | 2010  | 33        | 4         | -              | -              | 33    | 4     |
| Ventforet Kofu    | 2011  | 20        | 1         | 0              | 0              | 20    | 1     |
| Vegalta Sendai    | 2012  | 8         | 1         | 4              | 0              | 12    | 1     |
| Total             | Total | 320       | 13        | 21             | 0              | 341   | 13    |